# Kaoma (Distrikt)

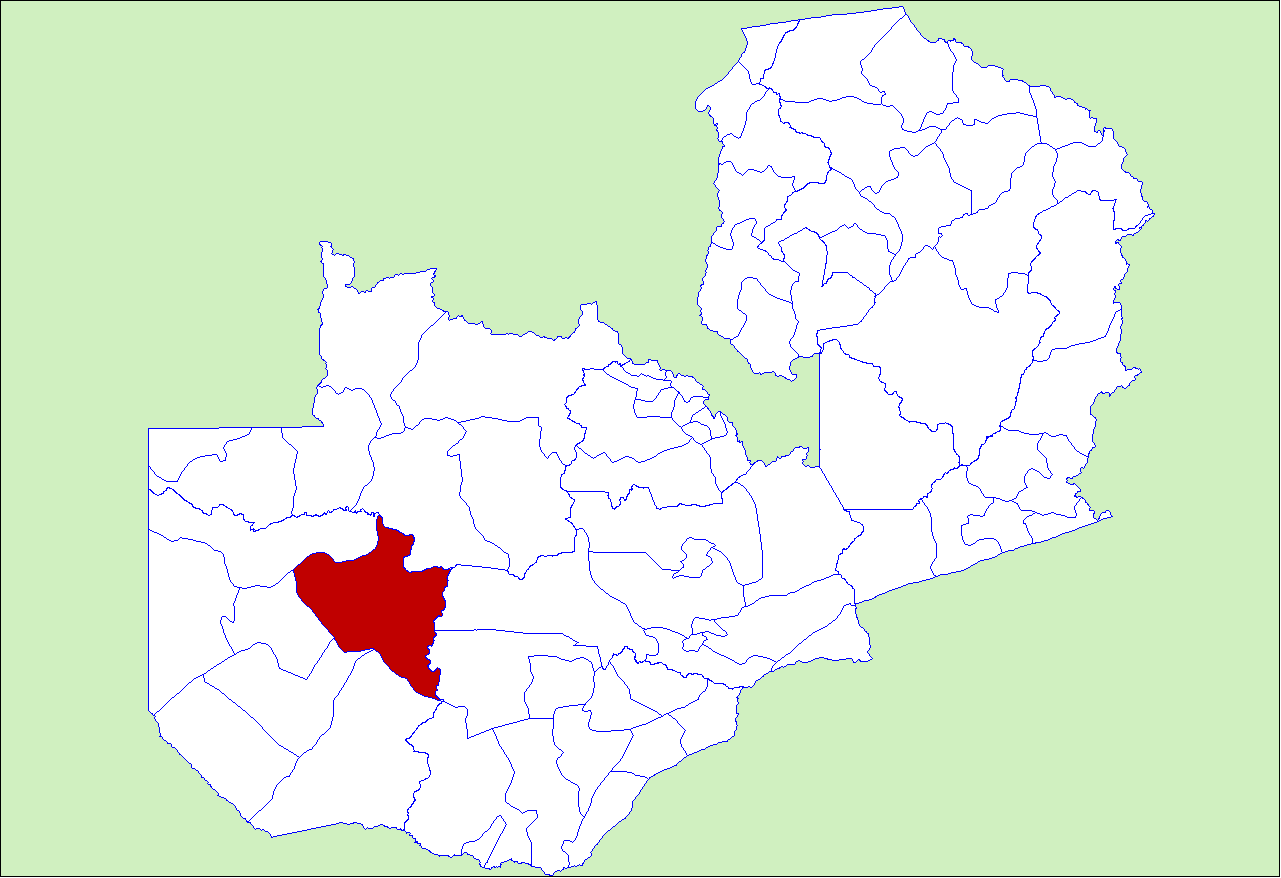
Der Distrikt Kaoma vor der Abspaltung von Luampa und Nkeyema

Kaoma ist einer von 16 Distrikten in der Westprovinz in Sambia. Er hat eine Fläche von 8404 km² und eine Bevölkerung von 146.690 (2022). Verwaltungssitz ist die Stadt Kaoma. Präsident Michael Sata wies 2012 mehrere neue Distrikte aus. Dabei wurden unter anderem in der Westprovinz von Kaoma die zwei Distrikte Luampa und Nkeyema abgetrennt.

## Geografie
Kaoma befindet sich etwa 360 Kilometer westlich von Lusaka. Der Distrikt liegt auf einer relativ gleichmäßigen Höhe von knapp 1100 m bis 1200 m. Er fällt nach Westen leicht ab. Einen Teil der Nordgrenze sowie der Südgrenze bildet der Fluss Luena. Die Grenze zur Nordwestprovinz bilden der Kabompo-Nebenfluss Dongwe und dessen Nebenfluss Lalafuta. Daneben sind die Flüsse Luampa und Lukute wichtige Gewässer in dem Distrikt.
Der Distrikt grenzt im Osten an den Distrikt Nkeyema, im Süden an Luampa und mit wenigen Metern an Mongu, im Westen an Limulunga und im Norden an Lukulu und in der Nordwestprovinz an Mufumbwe.
Der Distrikt hat zwei Wahlkreise, Mangango und Kaoma Central, die weiter in insgesamt sechzehn Wards unterteilt sind.

## Bevölkerung
Die Nkoya, Lozi, Luvale und Mbunda bilden die wichtigsten ethnischen Gruppen in Kaoma. Obwohl viele Einwohner der Stadt Kaoma von den Lozi abstammen, ist es nicht ungewöhnlich, dass man vor allem im Stadtzentrum den Nyanja-Dialekt spricht.
Ursprünglich hatte Kaoma drei Häuptlingstümer, bevor es in drei Distrikte aufgeteilt wurde: Oberhäuptling Amukena, Häuptling Mutondo und Häuptling Kahare. Häuptling Kahare ist jedoch jetzt im neu geschaffenen Distrikt Nkeyema beheimatet.

## Wirtschaft
Einst offener Busch, entwickelt sich Kaoma allmählich zu einem der vielversprechendsten Distrikte der Westprovinz. Die wirtschaftlichen Hauptstützen des Distrikts umfassen Landwirtschaft, Holzproduktion, Handel, halbstaatliche Unternehmen wie ZESCO und ZamTel.
Der Bezirk Kaoma verfügt über zahlreiche natürliche Ressourcen. Er hat fruchtbares Land, Flüsse und liegt nahe der Barotse-Überschwemmungsebene. Darüber hinaus gibt es Wälder mit Gewürzpflanzen, Mukula-Bäumen, Rosenholz und Mukwa-Bäumen.
Er ist ein landwirtschaftlich geprägter Distrikt. Kaoma gilt als die Kornkammer der Westprovinz, da seine Maisbauern einen Großteil der Region ernähren. Der Distrikt ist auch in der Fischzucht erfolgreich. Allerdings hat mittlerweile auch die Zahl der Einzelhändler zugenommen.
Daneben ist die Holzproduktion einer der wirtschaftlichen Faktoren in Kaoma. Es wurde große Hoffnung in die chinesischen Holzhändler gesetzt, die Holz aus dem Distrikt fördern. Allerdings wird der Einschlag von den chinesischen Händlern selbst betrieben und der Profit geht an der lokalen Bevölkerung vorbei.

## Infrastruktur

### Verkehr
Seine zentrale Lage verbindet ihn mit verschiedenen Distrikten in den westlichen und nordwestlichen Provinzen. Er bietet eine Transitroute für Güter, die sowohl von Lusaka als auch von den Nordwestprovinzen in den Rest der Westprovinz und weiter in die Nachbarländer Namibia und Angola transportiert werden.
Allerdings leidet der Distrikt unter einem Mangel an guten Straßen. Es wurden 2015 mehrere Straßenbau-Projekte in Angriff genommen. Die Straße von Kalumwange nach Kasempa soll modernisiert werden. Die Straßen von Katunda nach Lukulu und von Namapombwe nach Mulobezi sind für den Bau vorgesehen.

### Bildung
Kaoma hat auch eine Reihe weiterführender Schulen, darunter die weiterführenden Schulen in Kaoma und Mangango. Der Distrikt hat auch einige Grundschulen zu weiterführenden Schulen ausgebaut. Höhere Bildungseinrichtungen bieten sowohl das Kaoma Trades Training Institute als auch das Kaoma Youth Resource Center den Jugendlichen in Kaoma Leistungen an.

### Gesundheit
Für die Gesundheitsversorgung des Distrikts ist das Kaoma District Hospital zuständig, das 2011 offiziell eröffnet wurde. Das Krankenhaus bietet verschiedene medizinische Leistungen an, darunter auch die Früherkennung von Gebärmutterhalskrebs.

### Unterkünfte
Unterkünfte sind in Kaoma leicht verfügbar, da die Stadt stetig wächst und eine eher großstädtische Ausrichtung hat.